# Mainzer Prinzengarde

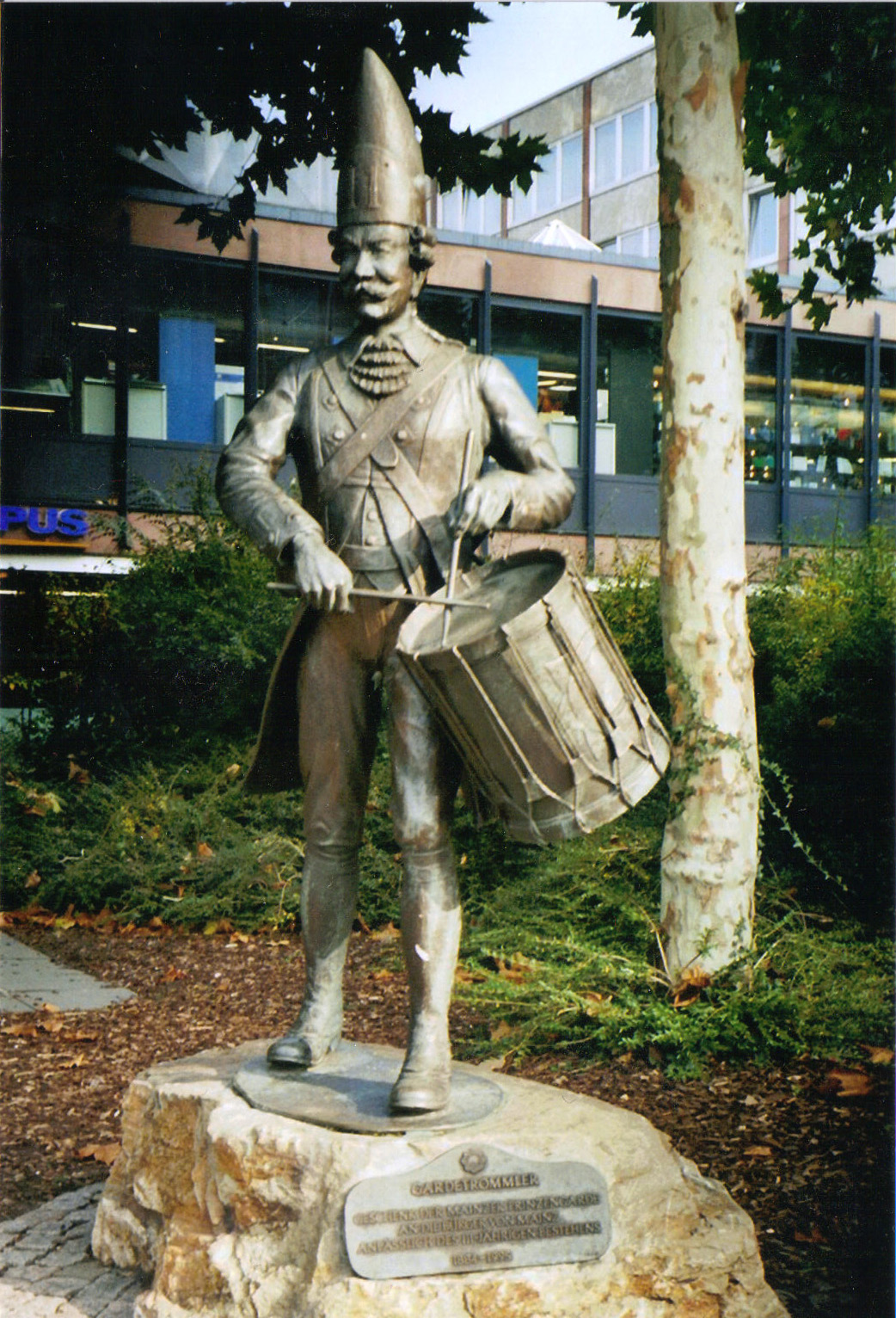
Bronzeplastik eines Gardetrommlers der Prinzengarde am Schillerplatz (Mainz)

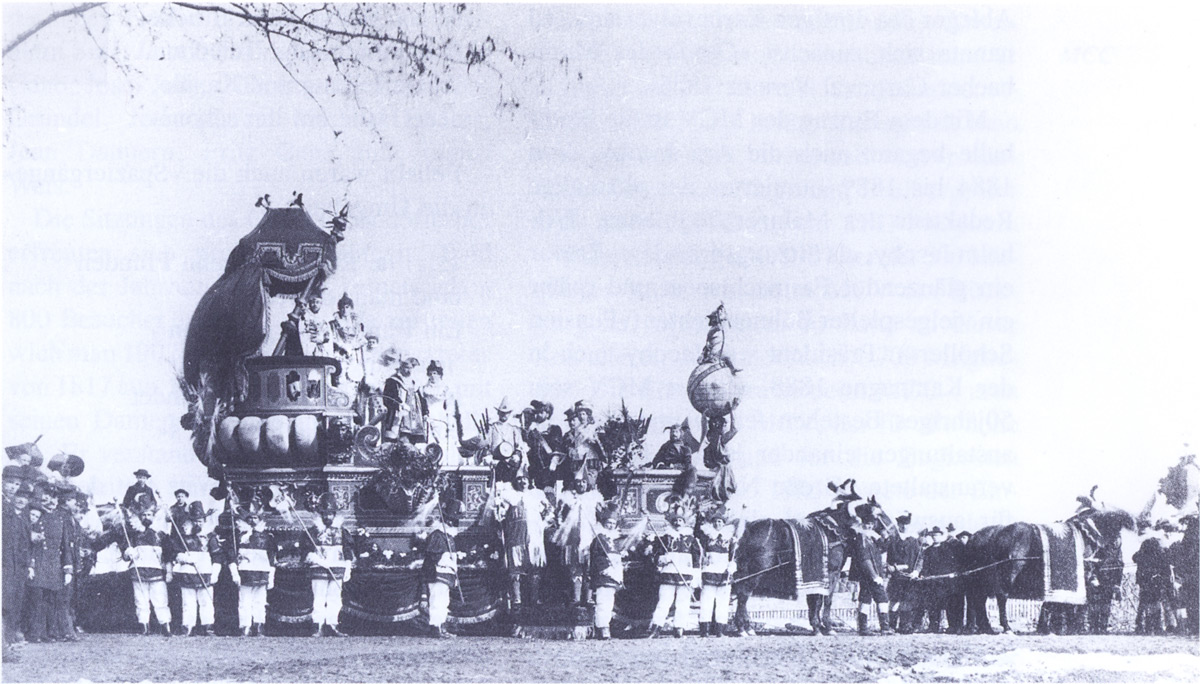
Prinzenwagen des Rosenmontagszuges 1886; Prinz Johann Baptist Gottsleben

Die Mainzer Prinzengarde ist mit ihrer Gründung im Jahr 1884 eine der älteren Fastnachtskorporation in der Mainzer Fastnacht. Sie hat es sich zur Aufgabe gestellt, den Prinzen Carneval im Rosenmontagszug zu begleiten und wurde als repräsentative Garde für die Umzüge und Straßenfassenacht gegründet.

## Geschichte
Nachdem in der Kampagne 1861/1862 bereits eine Prinzengarde unter der Führung von General Reitmayer an den närrischen Aktivitäten in der Aurea Moguntia teilgenommen hatte, gibt es bis zur Kampagne 1883/1884 keine nachweisbaren Aktivitäten mehr. Beginnend mit dem Jahr 1884 erlebte die Mainzer Fastnacht einen neuen Boom, der vor allem ausgelöst wurde durch den Bau der neuen Stadthalle, sie galt zu dieser Zeit als die größte Festhalle in Deutschland. Der Mainzer Künstler Clemens Kissel entwarf 1883 und 1888 die ersten beiden Uniformen für die Garde.  
Jean Ring wurde zum kommandierenden General gewählt, Jean Dremmel agierte als Präsident und Josef Wallau bekleidete das Amt des närrischen Kriegsministers. 
Die Aufgabe, einem Prinzenpaar eine würdige Begleittruppe zur Seite zu stellen, tritt in Mainz nur unregelmäßig auf, da es in der Mainzer Fastnacht nur zu besonderen Jubiläen ein Prinzenpaar gibt. Deshalb kommt der Prinzengarde im Verlauf der Dramaturgie der hohen Festtage der Mainzer Fastnacht auch die wichtige Aufgabe zu, am Fastnachtssamstag die närrischen Rekruten zu vereidigen. Dieser Aufgabe kommt die Garde seit 1884 ununterbrochen jährlich nach.
Da aufgrund ökonomischer Herausforderungen nicht immer ein standesgemäßer Rosenmontagszug durch den Mainzer Carneval-Verein veranstaltet werden konnte, veranstaltete man mit anderen Korporationen wie der Mainzer Ranzengarde und dem aus dem Birnbaum-Club hervorgegangenen Mainzer Carneval Club große Kappenfahrten und Gardelager an ausgewählten Orten.
Bis zum Zweiten Weltkrieg richtete die Garde jährlich die beliebte „Meenzer Martini-Kerb“ zum 11.11. in der Stadthalle aus. In der Kampagne 1925/1926 fand der erste große Fastnachtssamstagsball der Prinzengarde in der Stadthalle statt. Dieser Ball gehört noch heute zu den Traditionsbällen in der Landeshauptstadt.
Von 1928 an leitete Diether Hummel die Prinzengarde. Über einen Zeitraum von 60 Jahren war er Präsident der Mainzer Prinzengarde, deren Sitzungspräsident, Generalfeldmarschall und Oberstadtmarschall der Stadt Mainz. Frauen in Führungsposition gab es erstmals in der Kampagne 1936/1937 mit Hildegard Kühne als Kommandeuse. 1938 wurde sie die erste weibliche Fastnachtsprinzessin in Mainz, nachdem zuvor die Rolle des Prinzenpaars nur von männlichen Kandidaten ausgefüllt wurde. Im gleichen Jahr folgte Irmgard von Opel ihr im Amt der Kommandeuse.

## Struktur

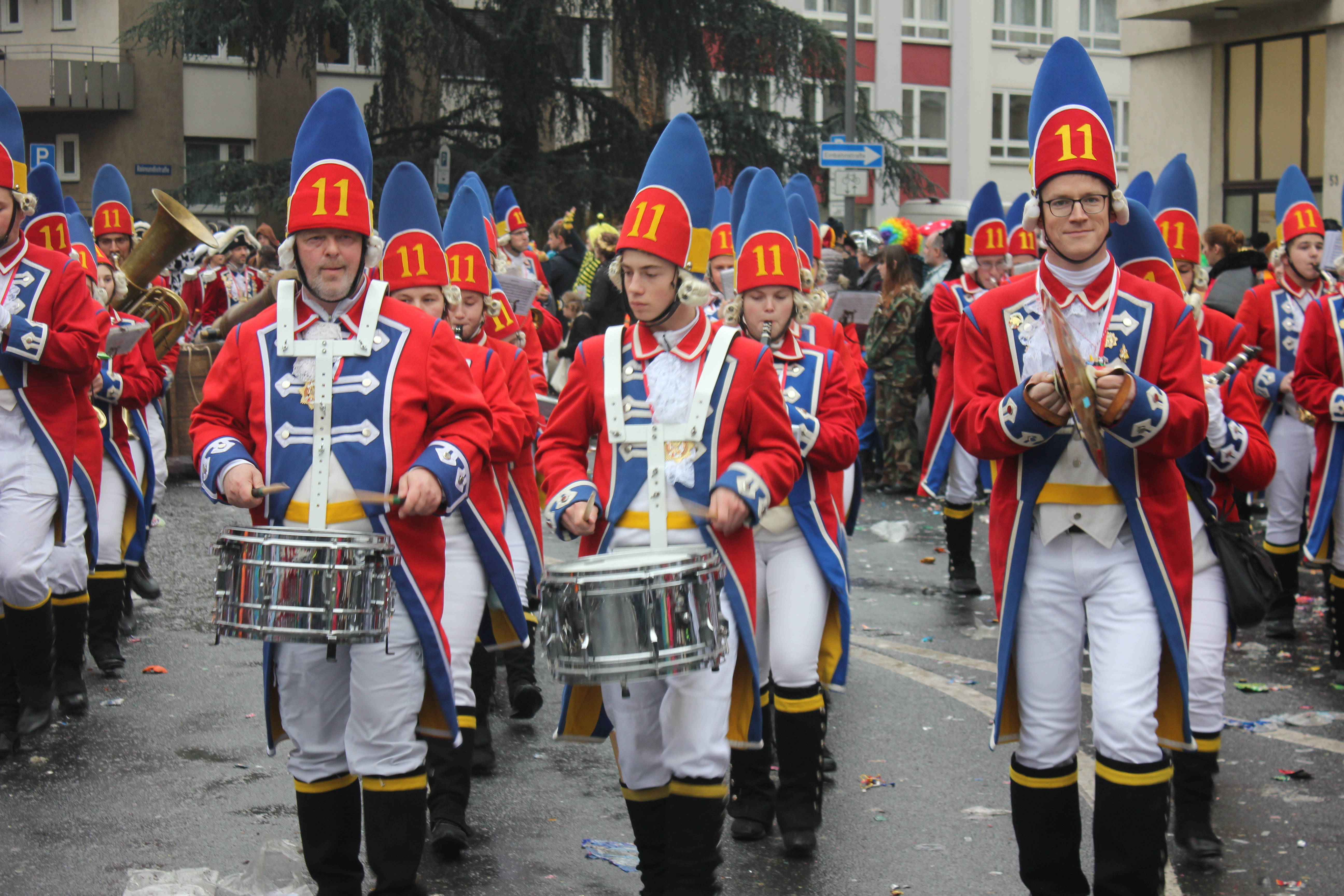
Mainzer Prinzengarde beim Rosenmontagszug 2020

### Fußkorps
Die Mitglieder des Fußkorps sind während der Fastnachtsumzüge zu Fuß unterwegs. Die Mannschaften und Unteroffiziere sind an ihren blau-gelben Grenadiermützen zu erkennen. Die Offiziere tragen einen schwarzen Dreispitz, der zusammen mit Perücke und Zopf den Kopf bedeckt.

### Sappeure und Profos
Langjährige großgewachsene Mitglieder stellen Profos und Sappeure dar. Diese herausgehobenen Funktionen gibt es nur noch in wenigen Garden und marschieren standesgemäß an der Spitze des Fußkorps.

### Trommlerkorps
Das von einem Tambourmajor angeführte Korps mit Zwei-Fell-Trommeln ist ein Erkennungsmerkmal der Prinzengarde und wurde daher auch als erste fastnachtliche Bronzeskulptur am Schillerplatz ausgestellt. Die Röhrentrommeln, deren Korpus röhrenförmig und höher als der Durchmesser ihrer Membran ist, werden aufgrund ihres Gewichtes nur noch von wenigen Trommlerkorps gespielt. 

### Reiterkorps
Das Reiterkorps besteht aus den Mitgliedern, die zum Teil extra für diesen Anlass eine Reitausbildung genossen haben und am Rosenmontagszug als berittene Einheit teilnehmen.

### Musikkorps
In der Endphase der Geschichte der Festung Mainz konnte die Prinzengarde wie die anderen Garden auf die Kapellen hessischen-darmstädtischer und hessen-nassauischer Regimenter oder eines anderen zufällig in Mainz stationierten Truppenteils zurückgreifen. Meist wurden die Kapellen des 1. Nassauischen Infanterieregiments Nr. 87 und des 2. Nassauischen Infanterie-Regiments Nr. 88, des 3. Großherzoglich-Hessisches Infanterie-Leibregiments Nr. 117 "Großherzogin" bzw. 4. Großherzoglich Hessischen Infanterie-Regiments „Prinz Carl“ Nr. 118 und des Nassauischen Feldartillerieregiments Nr. 27 herangezogen. Als diese Militärkapellen nach dem Weltkrieg nicht mehr zur Verfügung standen, griff man 1953 aufgrund der guten Kontakte nach Hochheim am Main auf den Spielmanns- und Fanfarenzug der Sektstadt zu. Seit 1979 kommt als weiteres Korps der „Fanfaren-, Spielmanns- und Musikzug“ der Turngemeinde Osthofen hinzu. Als Alleinstellungsmerkmal im Mainzer Zug kam 1961 der Reiterfanfarenzug Großostheim, der älteste noch bestehende seiner Art in ganz Deutschland, hinzu.